# Physoptera poeciloptera
Physoptera poeciloptera är en tvåvingeart som beskrevs av Borgmeier 1958. Physoptera poeciloptera ingår i släktet Physoptera och familjen puckelflugor. Inga underarter finns listade i Catalogue of Life.